# Сахьянова, Лариса Петровна
Лари́са Петро́вна Сахья́нова (1930—2001) — советская и первая профессиональная бурятская балерина, педагог. Народная артистка СССР (1963).

## Биография
Родилась 13 февраля 1930 года (по другим источникам — в 1927, в 1928 и в 1929 году) в селе Кырен Тункинского аймака Бурят-Монгольской АССР. Воспитывалась в Москве у тёти, М. М. Сахьяновой. Родители были работниками Коминтерна.
В семь лет поступила в Московское хореографическое училище при Большом театре СССР (ныне Московская академия хореографии). С 1937 по 1942 год и с 1945 по 1946 год обучалась у педагогов Е. А. Лапчинской, Л. И. Рафаиловой, М. М. Леонтьевой (окончила экстерном).
В 1946 году была принята в труппу Бурятского музыкально-драматического театра (ныне Бурятский театр оперы и балета имени Г. Ц. Цыдынжапова) в Улан-Удэ. Участвовала в массовых сценах, исполняла небольшие сольные партии. В 1948 году станцевала ведущую партию Одетты-Одиллии в спектакле «Лебединое озеро» Чайковского.
В 1960-е годы составился дуэт Ларисы Сахьяновой и Петра Абашеева. С 1970 года и до окончания сценической деятельности танцевала с Алексеем Павленко.
Как прима-балерина участвовала в гастролях театра в ГДР (1951), Монголии (1956, 1957, 1963), Китае (1960), Италии, Болгарии (1962), Канаде, Японии, Иране, Афганистане (1964), Венгрии, Финляндии и других странах, во многих городах СССР.
В 1961 году в Улан-Удэ открылось Бурятское государственное хореографическое училище (БГХУ), Сахьянова стала первым художественным руководителем училища (до 1983 года), преподавала классический танец.
Соучредитель фонда имени В. И. Инкижинова (1994).
Избиралась членом Комитета защиты мира Азии, Африки, Латинской Америки, членом Комитета по Государственным премиям РСФСР. Была депутатом Улан-Удэнского городского Совета, депутатом Верховного Совета Бурятской АССР, депутатом Верховного Совета СССР 7-го созыва (1966—1970).
Лариса Петровна Сахьянова скончалась 8 июля 2001 года в Улан-Удэ. Похоронена на Центральном городском кладбище (посёлок Стеклозавод).

## Награды и звания
- Заслуженная артистка Бурятской АССР (1948)
- Заслуженная артистка РСФСР (1953)[7]
- Народная артистка РСФСР (1959)
- Народная артистка СССР (1963)
- Государственная премия РСФСР имени М. И. Глинки (1972) — за исполнение заглавной партии в новой редакции оперного спектакля «Красавица Ангара» Л. К. Книппера и Б. Б. Ямпилова
- Государственная премия Бурятской АССР
- Орден Ленина
- Орден Трудового Красного Знамени
- Медали
- Почётный гражданин Улан-Удэ (1997).

## Репертуар
- 1948 — «Лебединое озеро» П. И. Чайковского — Одетта-Одиллия
- 1950 — «Бахчисарайский фонтан» Б. В. Асафьева — Мария
- 1953 — «Лауренсия» А. А. Крейна — Лауренсия
- 1955 — «Шурале» Ф. З. Яруллина — Сюимбике
- 1956 — «Спящая красавица» П. И. Чайковского — Аврора
- 1957 — «Жизель» А. Адана — Жизель
- 1962 — «Последний бал» Ю. С. Бирюкова — Катя
- 1964 — «Тропою грома» К. А. Караева — Сари
- 1966 — «Легенда о любви» А. Д. Меликова — Мэхменэ Бану
- 1973 — «Гаянэ» А. И. Хачатуряна — Гаянэ
- 1977 — «Испанские миниатюры» на народную музыку — Ампара
- «Дон Кихот» Л. Ф. Минкуса — Китри
- «Каменный цветок» С. С. Прокофьева — Хозяйка Медной горы
- «Спартак» А. И. Хачатуряна — Этина
- «Антоний и Клеопатра» Э. Л. Лазарева — Клеопатра
- «Кармен-сюита» на музыку Ж. Бизе, в оркестровке Р. К. Щедрина — Кармен
- «Штраусиана» на музыку И. Штрауса — Возлюбленная поэта

Балеты композиторов Бурятии:
- 1955 — «Свет над долиной» С. Н. Ряузова (первый бурятский балет, 1956) — Алтан
- 1958 — «Во имя любви» Ж. А. Батуева и Б. С. Майзеля — Сэсэг
- 1959 — «Красавица Ангара» Л. К. Книппера и Б. Б. Ямпилова — Ангара
- 1963 — «Цветы жизни» Ж. А. Батуева, созданном на сюжет бурятского фольклора
- «Сын земли» Ж. А. Батуева, созданном по героическому эпосу «Гэсэр», в постановке балетмейстера М. С. Заславского — Алма-Мэргэн
- «Синие дали тайги» Б. Б. Ямпилова

## Память
- С 2013 года Бурятское хореографическое училище носит имена Л. Сахьяновой и П. Абашеева.
- В 2002 году у здания Бурятского театра оперы и балета была установлена скульптурная композиция «Красавица Ангара» (авторы А. Миронов и Д. Уланов). Изображены Л. Сахьянова и П. Абашеев.
- В 1993 году в Улан-Удэ прошёл I Фестиваль балетного искусства имени народной артистки СССР Л. Сахьяновой.
- В 2005 году был проведён II Международный фестиваль балетного искусства имени народной артистки СССР Л. Сахьяновой и народного артиста РСФСР П. Абашеева.
- С 19 по 25 ноября 2013 года проходил III Международный фестиваль балета имени народной артистки СССР Л. Сахьяновой и народного артиста РСФСР П. Абашеева.

## Документальные фильмы
- «Дни, часы, минуты Ларисы Сахьяновой» (1975).
- «Дочь Байкала — Лариса Петровна Сахьянова» (2013).